# Александр Князёк
Александр V Князёк (молд. Александру Коконул; умер 26 июня 1632) — господарь Молдавского княжества с лета 1629 по 29 апреля 1630 года, господарь Валахии с 14 августа 1623 по 3 ноября 1627 года.

## Биография
Сын Раду Михни, господаря Валахии и Молдавии. В 1623 году Александр Князёк был назначен Портой новым господарем Валахии. В 1627 году утратил валашский трон. В 1629—1630 годах Александр Князёк на короткое время был господарем Молдовы.
Умер 26 июня 1632 года в Константинополе.